# DC++
DC++ est un client libre pour le réseau poste à poste Direct Connect. Il est le client le plus utilisé du réseau car c'est le premier à être une alternative intéressante au client officiel NeoModus : il permet en effet, a contrario de son prédécesseur, de se connecter simultanément sur plusieurs serveurs et d'effectuer des recherches "globales".
Il est distribué selon les termes de la licence GNU GPL, et a été repris de nombreuses fois (fork).
DC++ fonctionne sous Windows et Linux (via Wine) et est développé par Jacek Sieka.
Une version fonctionnant nativement sous Linux a été développée : il s'agit de linuxDC++ et est disponible depuis les dépôts Ubuntu

## Autres versions de DC++
- AirDC++ (a son propre client web pour Linux)
- EiskaltDC++ (est un client natif pour Linux)
- FlylinkDC++
- FearDC
- ApexDC++